# Повість про перше кохання
«Повість про перше кохання» — радянський художній фільм за однойменною повістю Миколи Атарова. Прем'єра фільму відбулася 28 липня 1957 року в дні VI Всесвітнього фестивалю молоді і студентів .

## Сюжет
Дія відбувається в портовому південному місті. Старшокласники Оля Кежун і Митя Бородін зустрілися в юнацькій спортивній школі й подружилися. У Ольги раптово помирає мати, дівчина згорьована. Вона залишається під опікою тітки, з якою в неї не складаються стосунки. Ольга вирішує кинути спортивну школу й піти на роботу. Митя не хоче залишати свою подругу в біді й приводить її за підтримки батька у свій будинок. Оля повертається до життя і знову починає відвідувати школу. Друга сюжетна лінія — це пристрасть тренера з гімнастики до учениці. Він без запрошення приходить на її день народження і співає в її честь. Ольга відкидає залицяння тренера, а Митя б'ється з ним. У школі поширюють брудні чутки про стосунки Миті й Олі. Директор школи Болтянська й бюрократ Бєлкін з райкому комсомолу опиняються на стороні тих, хто бачить непристойне підґрунтя у стосунках школярів. Райком комсомолу відмовляється послати їх піонервожатими в один табір. Оля з Митею сваряться, і Митя дозволяє Олі піти з дому Бородіних. Але на захист першого кохання стають вчителька Марія Сергіївна і комсорг порту Вєточкіна. Друг Миті Чап допомагає йому й Олі зустрітися для серйозної розмови. Наприкінці фільму Митя й Оля миряться.

## У ролях
- Джемма Осмоловська —  Ольга Кежун
- Кирило Столяров —  Митя Бородін
- Володимир Землянікін —  Аркадій (Чап)
- Сергій Столяров —  Єгор Петрович Бородін, батько Миті
- Катерина Калініна —  Марія Сергіївна, тітка Миті Бородіна
- Олександра Панова —  директор школи
- Марія Яроцька —  тітка Олі
- Олексій Бахарь —  Яків Козачок, тренер спортивної школи
- Петро Щербаков —  Бєлкін, завідувач шкільного відділу
- Гертруда Двойникова —  мати Олі
- Валерія Бескова —  Вєточкіна, комсорг порту
- Є. Бончковська —  Іра Ситникова
- Іван Колесніченко —  водій навантажувача
- Андрій Ешпай —  музикант
- В. Караваєв — епізод
- Генріх Осташевський — епізод
- Емілія Бауман — епізод

## Знімальна група
- Автор сценарію —  Марія Смирнова (за однойменною повістю  Миколи Атарова)
- Режисер —  Василь Левін
- Оператор —  Федір Сильченко
- Композитор —  Андрій Ешпай
- Художники —  Петро Злочевський, Леонід Курлянд